# Stacy Martin
Stacy Martin (Paris, 20 de março de 1990) é uma atriz franco-inglesa. Ela é mais conhecida por seu papel como a versão mais jovem da personagem de Charlotte Gainsbourg, Joe, no filme dramático de Lars von Trier, Ninfomaníaca.

## Vida inicial
Martin nasceu em 20 de março de 1990, e passou sua infância em Paris, mas se mudou para o Japão quando tinha sete anos onde ela morava com o pai, Rene, um cabeleireiro e sua mãe Annette até os treze anos. Ela então voltou para a França. Depois de terminar a escola, ela se mudou para Londres para seguir seu sonho de se tornar uma atriz e modelou para financiar seu sustento. Ela cursou Estudos Midiáticos e Culturais no London College of Communication. Ela também usou o dinheiro que ganhou para pagar aulas particulares de teatro e também estudou a técnica Meisner de atuação no Actors' Temple.

## Carreira
Em 2013, Martin atuou como a Jovem Joe com idade entre 15 e 31 anos, no filme dramático de Lars von Trier, Ninfomaníaca. Por seu papel no filme, que teve cenas de sexo real e apresentou pornografia hardcore em alguns casos, Martin teve uma "dublê porno" e usou uma vagina protética. O papel a indicou para o Prêmio Bodil por Melhor Atriz em um Papel Principal. Ela também fez parte do Breakthrough Brits de 2014, que foi organizado pela BAFTA para reconhecer talentos emergentes.
Em junho de 2014, foi anunciado que Martin iria interpretar Faye no próximo filme de Ben Wheatley, High-Rise. Seu próximo papel consistiu no primeiro longa internacional de Matteo Garrone, um filme de fantasia chamado Tale of Tales, que é uma adaptação de Pentamerão, de Giambattista Basile, em que Martin tem o papel da Jovem Dora.
Martin fez parte da campanha da Rag and Bone Primavera 2014, juntamente com Emile Hirsch. Ela também modelou para a Miu Miu em suas campanhas de Outono/Inverno 2014 e 2015. Ela também é o rosto da primeira fragrância da Miu Miu.

## Vida pessoal
Ela vive em Londres com seu namorado e músico Daniel Blumberg de Yuck e Cajun Dance Party.

## Filmografia

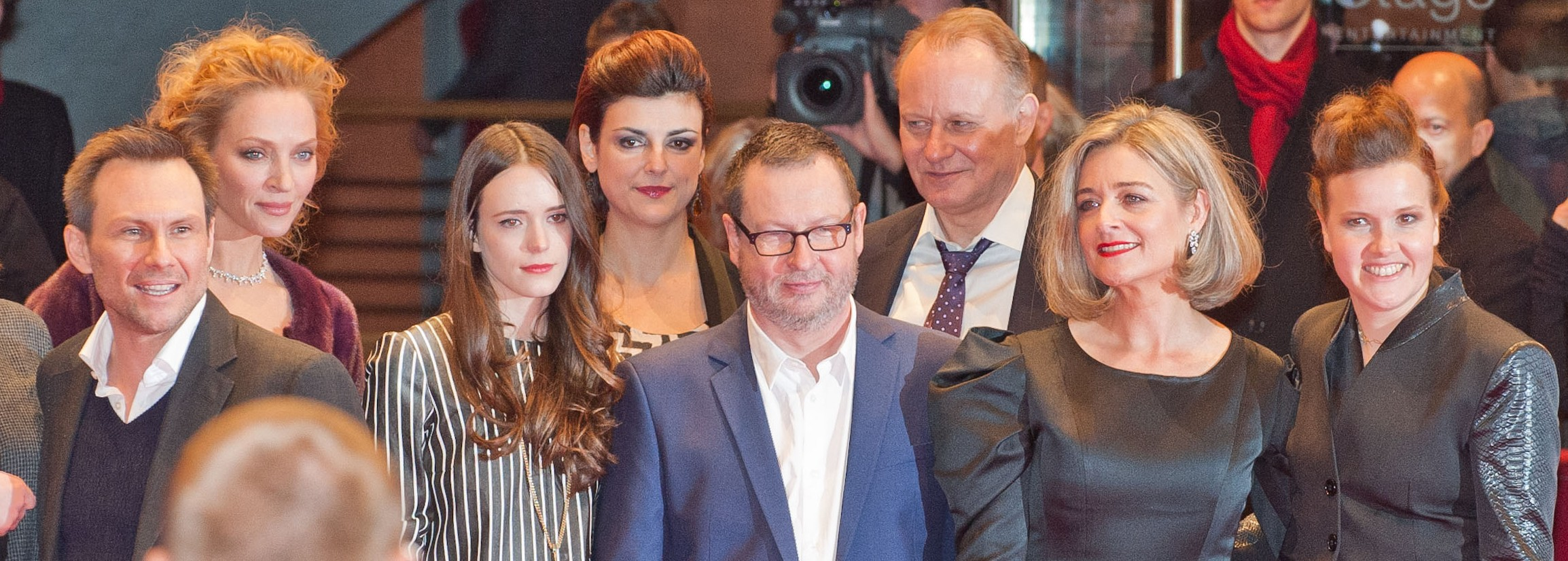
Stacy Martin (terceira da esquerda) com o elenco de Ninfomaníaca no Festival de Filme de Berlim de 2014

| Ano  | Título                                     | Papel      | Notas                                                         |
| ---- | ------------------------------------------ | ---------- | ------------------------------------------------------------- |
| 2013 | Ninfomaníaca                               | Jovem Joe  | Nomeada - Prêmio Bodil por Melhor Atriz em um Papel Principal |
| 2015 | Winter                                     | Sophie     |                                                               |
| 2015 | Tale of Tales                              | Jovem Dora |                                                               |
| 2015 | The Lady in the Car with Glasses and a Gun | Anita      |                                                               |
| 2015 | The Childhood of a Leader                  |            |                                                               |
| 2015 | High-Rise                                  | Faye       |                                                               |

## Prêmios e nomeações
| Ano  | Título       | Prêmio                                              | Resultado |
| ---- | ------------ | --------------------------------------------------- | --------- |
| 2014 | Ninfomaníaca | Prêmio Bodil por Melhor Atriz em um Papel Principal | Indicado  |
| 2014 | Ninfomaníaca | Prêmio Robert por Melhor Atriz Coadjuvante          | Indicado  |